# Кауан Элиас
Кауа́н Эли́ас Ноге́йра (порт.-браз. Kauã Elias Nogueira; родился 28 марта 2006, Уберландия) — бразильский футболист, нападающий донецкого «Шахтёра».

## Клубная карьера
Воспитанник футбольной академии клуба «Флуминенсе». 25 мая 2023 года дебютировал в основном составе клуба в матче Кубка Либертадорес против боливийского клуба «Стронгест», выйдя на замену Джону Кеннеди.

## Карьера в сборной
В 2023 году в составе сборной Бразилии до 17 лет сыграл на чемпионате Южной Америки для игроков до 17 лет. На турнире забил 5 голов, сделав «дубли» в матчах против Эквадора 31 марта и против Чили 1 апреля и забив ещё один гол во второй игре против Эквадора 18 апреля. Бразильцы в итоге стали чемпионами.

## Достижения

### Командные достижения
«Шахтёр» (Донецк)
- Бронзовый призёр чемпионата Украины: 2024/25
- Обладатель Кубка Украины: 2024/25

Сборная Бразилии (до 17 лет)
- Победитель чемпионата Южной Америки (до 17 лет): 2023

### Личные достижения
- Лучший бомбардир чемпионата Южной Америки для игроков до 17 лет: 2023 (5 голов, наряду с двумя другими игроками)